# Zámek (Pardubice)
Zámek je evidenční část statutárního města Pardubice v městském obvodu Pardubice I v okrese Pardubice v Pardubickém kraji. Leží na soutoku řek Labe a Chrudimky. Je tvořena areálem pardubického zámku, Tyršovými sady, částí ulice U Stadionu, ulicí Pod Zámkem s lipovou alejí a bývalým barbakánem zvaným Příhrádek, který propojuje zámek s historickým městem. V roce 2009 zde bylo evidováno 11 adres. V roce 2001 zde trvale žili čtyři obyvatelé.
Zámek leží v katastrálním území Pardubice o výměře 19,37 km².

## Obyvatelstvo
| Rok            | 1869 | 1880 | 1890 | 1900 | 1910 | 1921 | 1930 | 1950 | 1961 | 1970 | 1980 | 1991 | 2001 | 2011 | 2021 |
| -------------- | ---- | ---- | ---- | ---- | ---- | ---- | ---- | ---- | ---- | ---- | ---- | ---- | ---- | ---- | ---- |
| Počet obyvatel | 185  | 197  | 172  | 163  | 174  | 0    | 174  | 0    | 0    | 0    | 8    | 4    | 4    | 0    | 1    |
| Počet domů     | 11   | 11   | 11   | 11   | 11   | 11   | 11   | 0    | 0    | 0    | 4    | 2    | 1    | 0    | 0    |